# Erehof Kuinre
Erehof Kuinre vormt onderdeel van de algemene begraafplaats te Kuinre in de Nederlandse provincie Overijssel.
Er liggen 5 geallieerde militairen begraven die in de Tweede Wereldoorlog zijn gesneuveld, te weten:
| Naam                  | Functie              | Onderdeel                         | Sq             | Overleden  | Leeftijd |
| --------------------- | -------------------- | --------------------------------- | -------------- | ---------- | -------- |
| Edward James Brown    | Boordwerktuigkundige | Royal Air Force                   | 35 Sq          | 31-08-1943 | 22       |
| James Russell Griffin | Boordschutter        | Royal Air Force                   | 35 Sq          | 31-08-1943 | 31       |
| Hilyard Lowell Myers  | Piloot               | Royal Canadian Air Force          | 57 (R.A.F.) Sq | 12-10-1941 | 23       |
| George Newsham        | Navigator            | Royal Air Force Volunteer Reserve | 35 Sq          | 31-08-1943 | 29       |
| Thomas Henry Sutton   | Boordschutter        | Royal Air Force Volunteer Reserve | 35 Sq          | 31-08-1943 | 21       |

## Geschiedenis
Op 12 oktober 1941 was de Wellington R1757 van het 57e Squadron op missie naar Neurenberg. 's Avonds om ongeveer 10 uur werd de Wellington aangevallen door een Duitse nachtjager en de bommenwerper stortte neer in de Noordoostpolder op wat tegenwoordig kavel R 34 heet. H.L. Myers was de boordschutter en werd direct gevonden en begraven op de begraafplaats van Kuinre. Zijn omgekomen medebemanningsleden werden pas na de oorlog gevonden en op 5 maart 1948 begraven op Erehof Emmeloord. De enige overlevende van deze crash, de boordschutter L. Rickard, werd gevangengenomen in Blokzijl.
Op 31 augustus 1943 was de Halifax HR878 van het 35e Squadron onderweg op missie naar Berlijn. De Halifax werd aangevallen door een Duitse nachtjager, raakte onbestuurbaar en stortte 1,5 km ten oosten van Kuinre neer. Vier bemanningsleden overleefden de crash niet. Drie bemanningsleden wisten zich met de parachute te redden. Twee van hen werden krijgsgevangen gemaakt.
Gelijk achter het erehof staat een obelisk op zuil ter herdenking van Teunis Koopmans, commandant van de Nederlandse Binnenlandse Strijdkrachten. De voorzijde is voorzien van zijn portret.

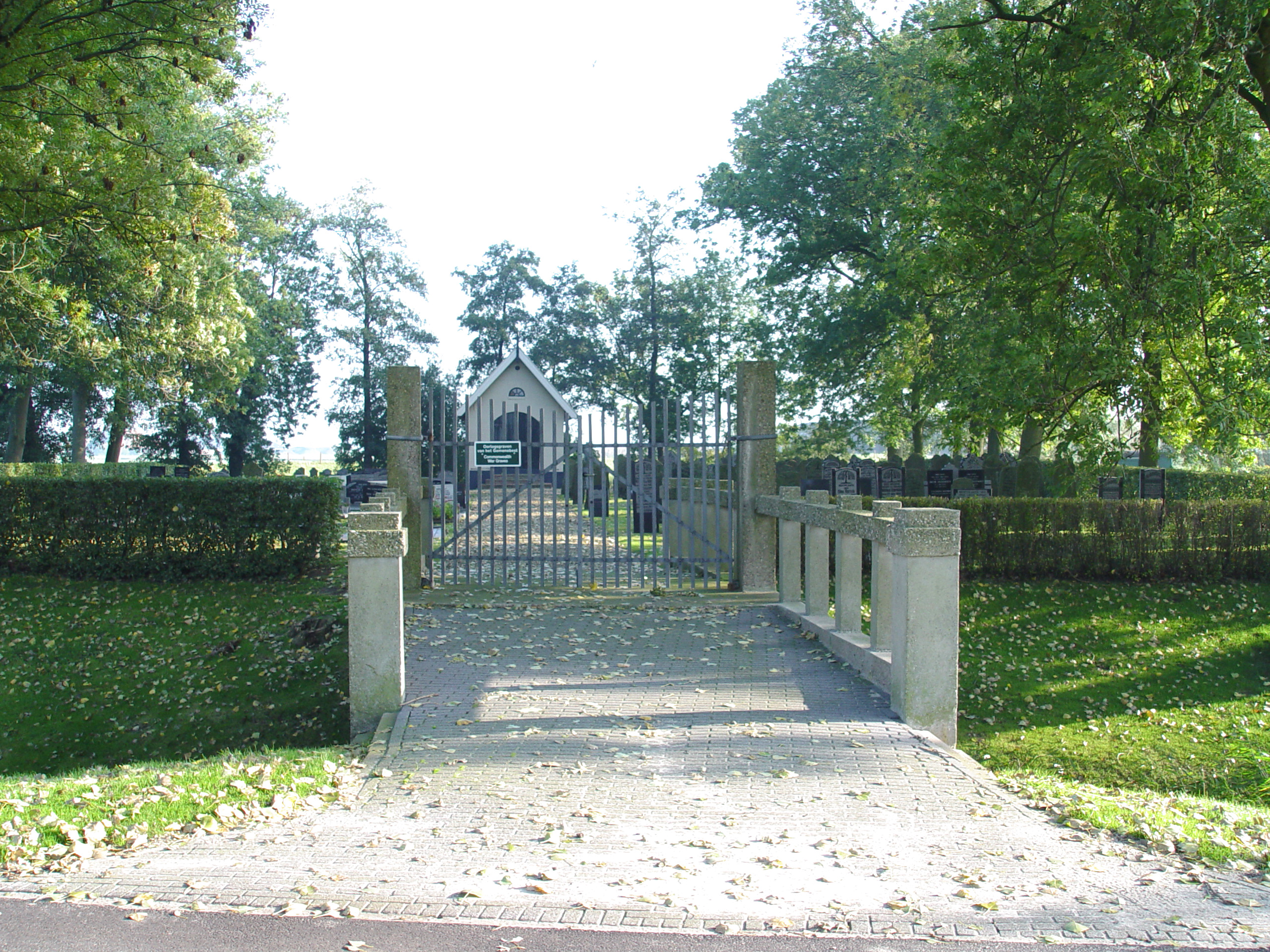
Ingang van het erehof
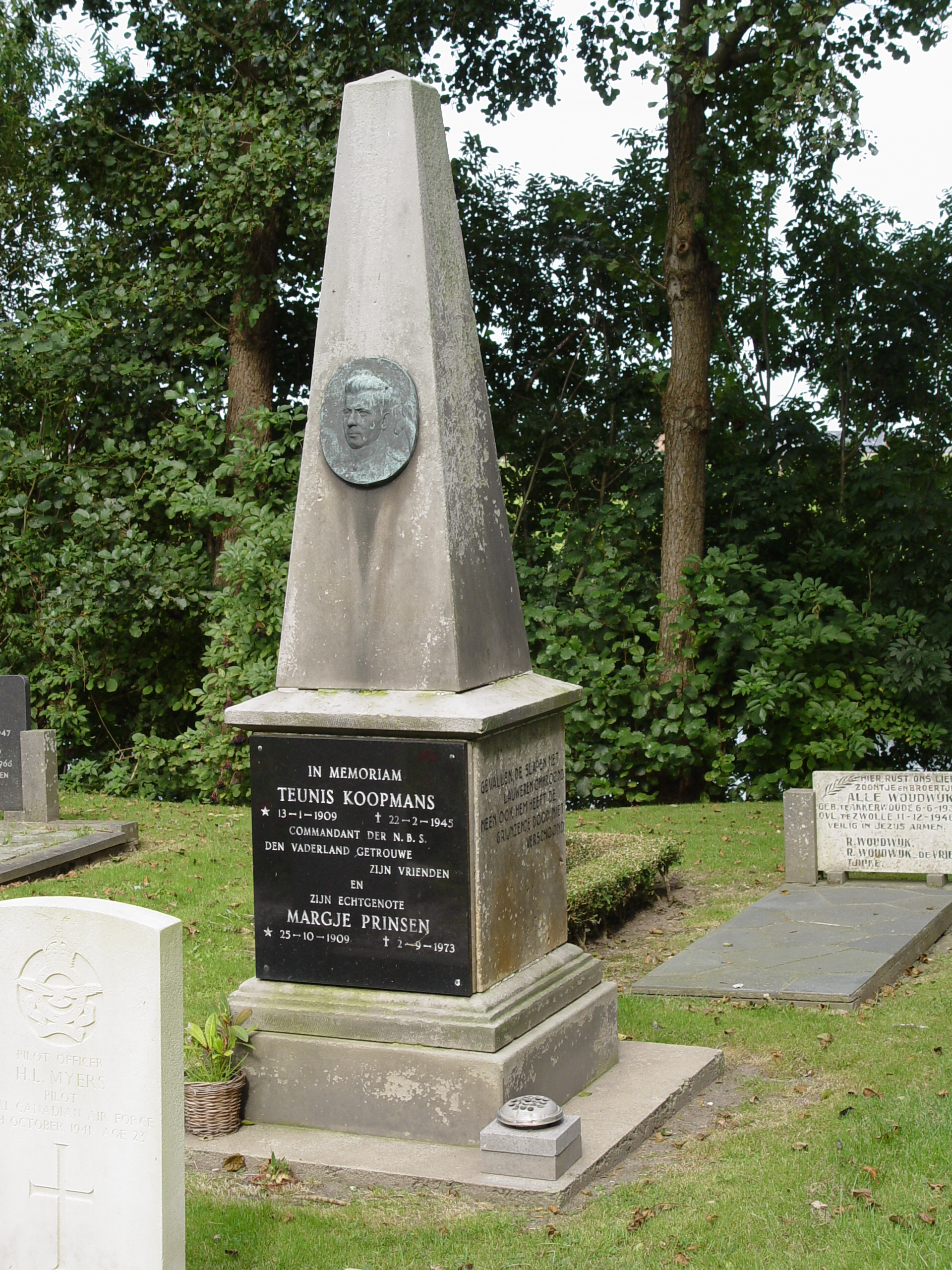
Graf van commandant Teunis Koopmans
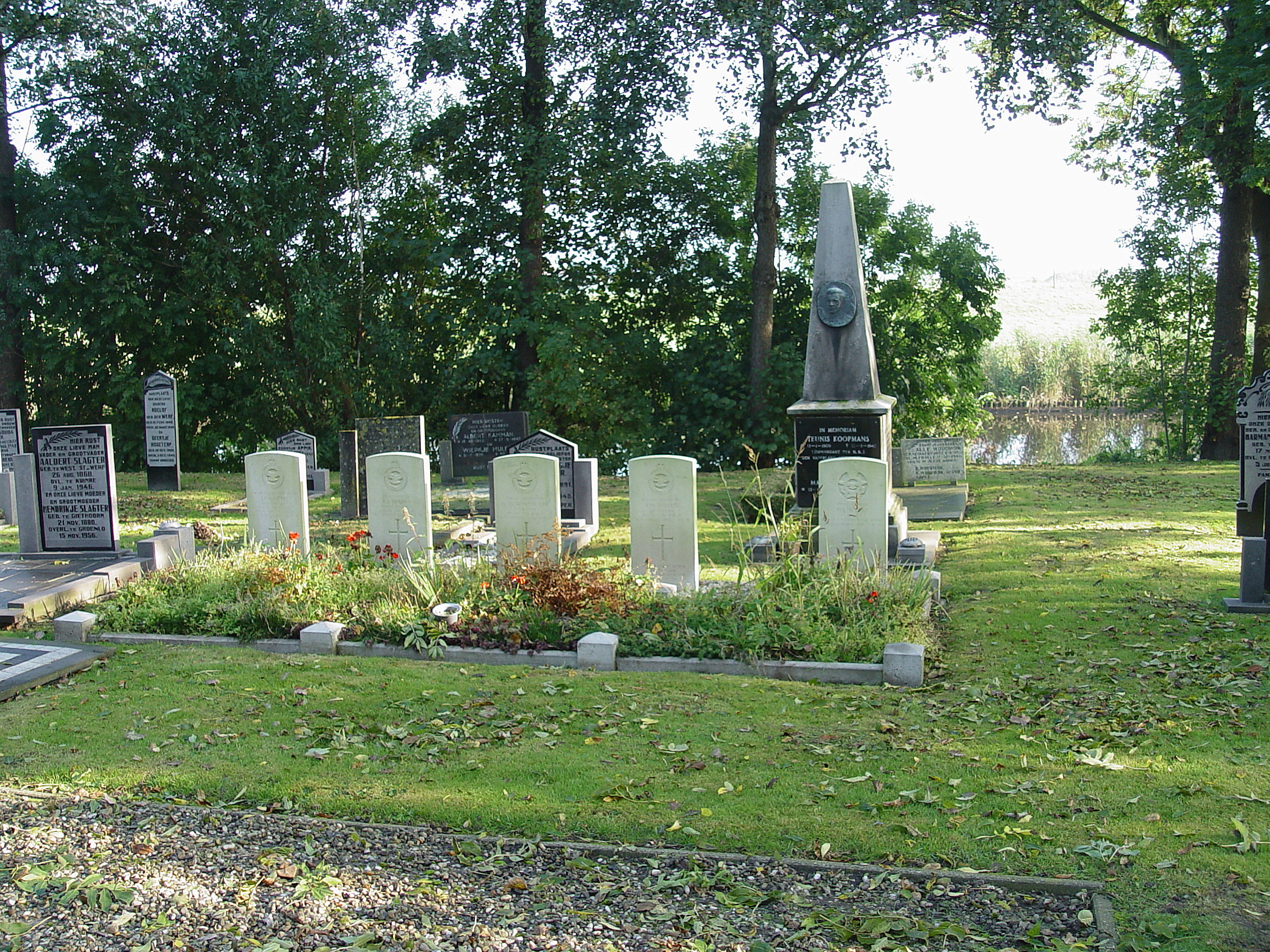
Erehof Kuinre